# António Leitão
Pour les articles homonymes, voir Leitão.
António Carlos Carvalho Nogueira Leitão (né le 22 juillet 1960 à Espinho, et mort le 18 mars 2012 à Porto) est un athlète portugais, spécialiste des courses de fond.

## Biographie
Il remporte la médaille de bronze du 5 000 mètres lors des Jeux olympiques d'été de 1984 où il s'incline avec le temps de 13 min 09 s 20 face au Marocain Said Aouita et au Suisse Markus Ryffel. La même année, il se classe 25e des Championnats du monde de cross et permet à l'équipe du Portugal d'occuper la troisième place du classement général par équipes. En 1986, le Portugais prend la cinquième place du 5 000 mètres lors des Championnats d'Europe de Stuttgart.
Ses records personnels sont de 7 min 39 s 69 sur 3 000 mètres (1983) et 13 min 07 s 70 sur 5 000 mètres (1982).

## Palmarès
| Date | Compétition                    | Lieu            | Résultat | Épreuve     |
| ---- | ------------------------------ | --------------- | -------- | ----------- |
| 1979 | Championnats d'Europe juniors  | Bydgoszcz       | 8e       | 5 000 m     |
| 1984 | Championnats du monde de cross | East Rutherford | 3e       | Par équipes |
| 1984 | Jeux olympiques                | Los Angeles     | 3e       | 5 000 m     |
| 1985 | Jeux mondiaux en salle         | Paris           | 4e       | 3 000 m     |
| 1986 | Championnats d'Europe en salle | Madrid          | 7e       | 3 000 m     |
| 1986 | Championnats d'Europe          | Stuttgart       | 5e       | 5 000 m     |